# Oscar Kambona

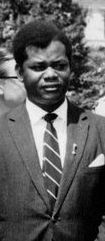
Oscar Kambona

Oscar Salathiel Kambona (1928–1997) war der erste Außenminister von Tanganjika und nach Präsident Julius Nyerere der zweit-einflussreichste Führer des Landes. 

## Leben
Kambona wurde am 13. August 1928 in Kwambe bei Mbamba Bay im Distrikt Mbinga als Sohn des anglikanischen Priesters Reverend David Kambona und dessen Frau Miriam geboren. Die Grundschule besuchte er in seinem Dorf. Mit der Unterstützung des Bischofs ging er danach in eine Missionsschule. Wegen seiner guten Leistungen kam er auf die Boys’ Senior Government School in Tabora. Einer seiner Freunde war Kanyama Chiume, der spätere Außenminister von Malawi. In dieser Zeit traf er erstmals auf Julius Nyerere, der damals Lehrer an einer benachbarten Schule war. Kambona wurde ebenfalls Lehrer. Er engagierte sich für die Unabhängigkeit von der britischen Kolonialherrschaft und trat der Tanganyika African Association (TAA) bei. Als Nyerere diese Partei in die Tanganyika African National Union (TANU) umwandelte, wurde Kambona 1955 deren Generalsekretär.
In den Jahren 1955 und 1956 bereiste er große Teile von Tanganyika um Mitglieder für TANU zu werben. So stieg deren Mitgliederzahl im ersten Halbjahr auf 10.000 und auf über 100.000 nach einem Jahr. Im Jahr 1957 begann Kambona ein Studium in London. Sein Zimmerkollege dort war Abdullah Kassim Hanga, der spätere Premierminister von Sansibar. Mit diesem verband ihn eine lange Freundschaft. Beim Studium lernte er auch Flora Moriyo kennen, die er 1960 heiratete. Mit ihr hatte er zwei Kinder. Er starb im Alter von 68 Jahren in London.

## Politisches Wirken

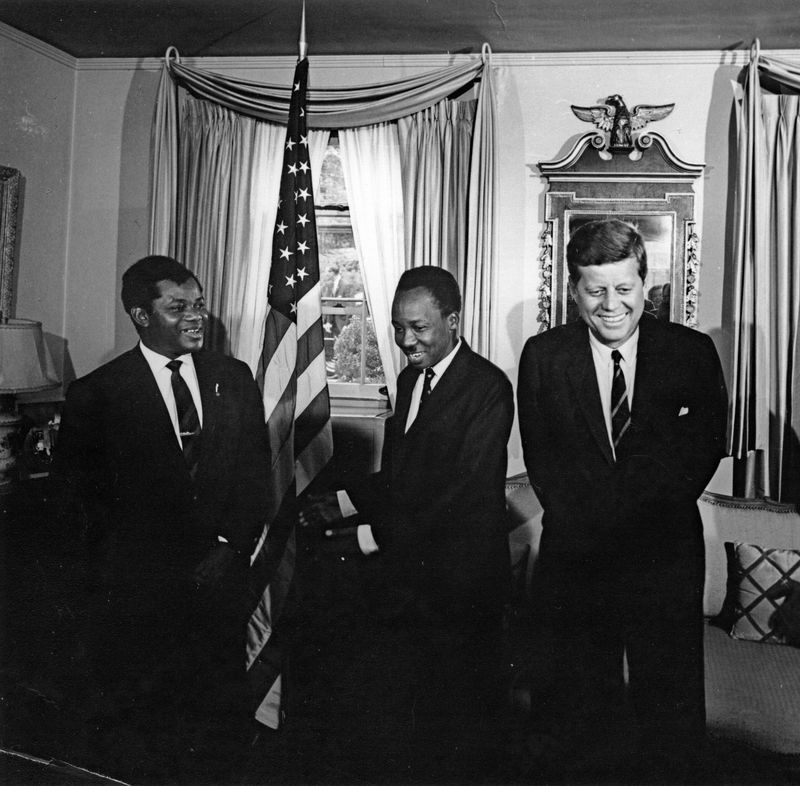
Oscar Kambona mit Julius Nyerere und John F. Kennedy (1963)

Nach der Unabhängigkeit von der britischen Kolonialherrschaft wurde Kambona Innenminister. Er versuchte, die Opposition zu schwächen und verbot bei den Präsidentschaftswahlen 1962 den Afrikanischen Nationalkongress (ANC), einen Kritiker der neuen Regierung. Als im Dezember 1962 die Republik Tanganjika ausgerufen wurde, übernahm Kambona das Verteidigungs- und das Außenministerium. Eines seiner ersten Projekte war 1963 der Wiederaufbau der Streitkräfte. Aus dem TANU-Jugendverband wurden Rekruten selektiert und im Inland, in Israel und in Großbritannien ausgebildet. Er baute den Geheimdienst neu auf, nachdem in diesem Verbindungen nach Großbritannien entdeckt worden waren.
Als im Jänner 1964 die Armee meuterte und der Präsident Nyerere untertauchte, war Kambona eine der Zentralfiguren, die die Regierungsgeschäfte weiterführten. Ihm gelang es auch, die Soldaten zur Rückkehr in die Kasernen zu bewegen. Dies gab Nyerere Zeit, britische Truppen zur Entwaffnung der Armee zu Hilfe zu rufen. Später auftauchende Gerüchte, er sei bei der Meuterei beteiligt gewesen, wurden von Nyerere zurückgewiesen.
Kambona spielte eine wesentliche Rolle bei der Vereinigung von Sansibar und Tanganjika zur Republik Tansania im Jahr 1964.
Am 9. Juni 1967 reichte er seinen Rücktritt sowohl als Generalsekretär der TANU als auch als Minister für Kommunalverwaltung und ländliche Entwicklung ein. Er selbst nannte gesundheitliche Gründe. Es gab Stimmen, die von ideologischen Differenzen mit Nyerere sprachen, vor allem über die Arusha-Deklaration.
Oscar Kambona verließ Tansania mit seiner Frau und seinen Kindern und reiste nach London. Nach tansanischen Berichten ging er in sein „selbst-auferlegtes Exil“, Kambonas Unterstützer sprachen von Sicherheitsbedenken nach seinem Zerwürfnis mit Nyerere. In dieser Zeit wurden seine beiden jüngeren Brüder Mattiya und Otini verhaftet, auch gab es Anschuldigungen, dass er Geld unterschlagen habe. In London lebte er mit seiner Familie in subventionierten Sozialwohnungen und hatte nur ein geringes Einkommen. In dieser Zeit wurde er zu einem erbitterten Kritiker und Gegner von Präsident Nyerere und dessen Politik.
Im Herbst 1992 kehrte Kambona nach 25 Jahren zurück nach Tansania. Die Partei „African Democratic Alliance Party“ (ADA-TADEA) wurde 1993 von seiner Frau Flora gegründet. Danach trat er der Partei bei und wurde deren Vorsitzender.